# Rocks (album)
Rocks četvrti je studijski album američke hard rock skupine Aerosmith koji izlazi u svibnju 1976.g. Album je dobio široko odobravanje i pažnju u velikom dijelu rock glazbe. Talijanska televizijska kuća "All Music" opisuje kako je "Aerosmithova najveća mana što su zauzeti rock and rollom". Album Rocks također dolazi na 176 mjesto popisa "500 najboljih albuma za sva vremena" od časopisa "Rolling Stone's". Osim toga u velikoj mjeri pokazuje da utjecajem nekolicine ljudi hard rock društvo dobiva i nove članove sa sastavima Guns N' Roses i Metallica.
Album je imao i veliki komercijalni uspjeh, a na "Billboard Hot 100" Top listi našla su se tri singla, od kojih dva u Top 40 ("Back in the Saddle" i "Last Child"). Također je i prvi njihov album koji je po objavljivanju dobio platinasti certifikat. Album je kasnije postao 4x Multi-Platinasti.
Thrash metal sastav "Testament" 1988.g. snima skladbu "Nobody's Fault" i objavljuje je na svom albumu The New Order.

## Popis pjesama

### Strana prva
1. "Back in the Saddle" (Steven Tyler, Joe Perry) – 4:40
  - Bas gitara (šest žica) - Joe Perry
2. "Last Child" – 3:28
  - Bendžo - Paul Prestopino
  - Tekst - Brad Whitford, Tyler
3. "Rats in the Cellar" – 4:07
  - Tekst - Tyler, Perry
4. "Combination" – 3:39
  - Tekst - Perry

### Strana druga
1. "Sick as a Dog" – 4:12
  - Prateći vokali - Tom Hamilton
  - Bas gitara - Joe Perry, Steven Tyler
  - Tekst - Tyler, Hamilton
2. "Nobody's Fault" – 4:25
  - Tekst - Whitford, Tyler
3. "Get the Lead Out" (Tyler, Perry) – 3:43
4. "Lick and a Promise" (Tyler, Perry) – 3:05
5. "Home Tonight" (Tyler) – 3:18
  - Prateći vokali - Joey Kramer
  - Gitara - Joe Perry
  - Tekst - Tyler

## Glazbeni utjecaj albuma
- Slash govori kako je album Rocks promijenio njegov život.[4]
- Kurt Cobain u svojoj autobiografskoj knjizi navodi kako mu je Rocks jedan od najomiljenijih albuma.[5]
- 2003.g. album dolazi na 176 mjesto popisa "500 najboljih albuma za sva vremena" od časopisa "Rolling Stone's".[6]

## Osoblje
Aerosmith
- Steven Tyler - prvi vokal, usna harmonika, udaraljke, klavijature, bas-gitara
- Joe Perry - gitara, udaraljke, steel gitara, prateći vokali, bas-gitara
- Brad Whitford - gitara
- Tom Hamilton - bas-gitara, gitara
- Joey Kramer - bubnjevi, prateći vokali

Gostujući glazbenici
- Paul Prestopino - bendžo

Ostalo osoblje
- Producent: Aerosmith, Jack Douglas
- Projekcija: Jay Messina
- Asistent projekcije: Sam Ginsberg, Rod O'Brien
- Aranžer: Aerosmith, Jack Douglas, David Hewitt
- Direkcija: David Krebs, Steve Leber
- Fotografija: Fin Costello, Scott Enyart, Tom Hamilton, Ron Pownall, Brad Whitford

## Top liste
Album - Billboard (Sjeverna Amerika)
| Godina | Top lista  | Pozicija |
| ------ | ---------- | -------- |
| 1976.  | Pop Albums | #3       |

Singlovi - Billboard (Sjeverna Amerika)
| Godina | Singl                | Top lista   | Pozicija |
| ------ | -------------------- | ----------- | -------- |
| 1976.  | "Home Tonight"       | Pop Singles | #71      |
| 1976.  | "Last Child"         | Pop Singles | #21      |
| 1977.  | "Back in the Saddle" | Pop Singles | #38      |

## Certifikat
| Organizacija | Naklada       | Datum               |
| ------------ | ------------- | ------------------- |
| RIAA - SAD   | Zlatni        | 21. svibnja 1976.   |
| RIAA - SAD   | Platinasti    | 9. srpnja 1976.     |
| RIAA - SAD   | 2x Platinasti | 19. listopada 1984. |
| RIAA - SAD   | 3x Platinasti | 21. prosinca 1988.  |
| RIAA - SAD   | 4x Platinasti | 26. veljače 2001.   |

## Vanjske poveznice
- musicbrainz.org - Aerosmith - Rocks
- discogs.com - Aerosmith - Rocks